# Natasha Calis
Natasha Calis, född den 27 mars 1999 i Kandada är en kanadensisk skådespelare.
Calis har bland annat medverkat i TV-serierna Firman från 2012, Detective McLean från 2015, och Nurses mellan 2020 och 2021 och Skymed från 2022 där hon spelade huvudrollen.

## Filmografi (i urval)
- 2012: Firman
- 2015: Detective McLean
- 2020-2021: Nurses
- 2022: Skymed